# Túnel Hsuehshan
El túnel Hsuehshan (chino tradicional: 雪山隧道; Hanyu Pinyin: Xuěshān Suìdào; Tongyong Pinyin: Syuěshān Suèidào; Wade-Giles: Hsueh-shan Sui-tao) o túnel de la "Montaña Nevada", es uno de los túneles más grandes del mundo en Taiwán, localizado en la autopista Taipéi-Yilan (Autopista Nacional n.º 5 de Taiwán).

## Descripción

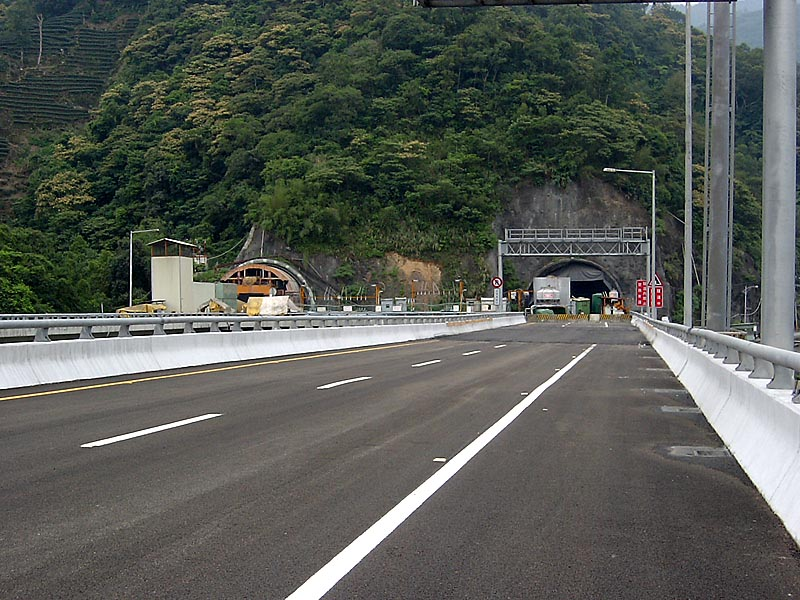
El Túnel Hsuehshan bajo construcción en el 29 de septiembre del 2002.

La entrada occidental está ubicada en las coordenadas 24°56′19″N 121°42′54″E / 24.9386, 121.715. La entrada oriental está en las coordenadas 24°50′52″N 121°47′28″E / 24.8478, 121.791. Este túnel cruza la Cordillera Hsuehshan. La carretera conecta la ciudad de Taipéi con el condado nororiental de Yilan (Ilan), reduciendo el tiempo de viaje de dos horas a solo media hora. Uno de los objetivos principales al construir el túnel fue conectar la costa occidental de Taiwán, donde vive el 95% de la población, con la costa oriental de la isla, y al mismo tiempo abordar el problema del desarrollo desequilibrado de la isla.
Está conformado por un túnel piloto y dos túneles principales para cada uno de los sentidos del tráfico. La longitud total es de 12,942 km (8,042 mi), por lo cual el túnel Hsuehshan es el segundo túnel carretero más largo de Asia Oriental y el quinto más largo de los túneles carreteros del mundo.